# Scheingeschäft
Ein Scheingeschäft liegt vor, wenn einer dem anderen gegenüber eine Willenserklärung abgibt und sich beide darüber einig sind, dass die Willenserklärung zum Geschäft nur zum Schein abgegeben wird. Eine rechtliche Bindung ist in diesen Fällen von keiner der Parteien gewollt, nach außen hin soll nur der Anschein einer Verbindlichkeit erweckt werden. Scheingeschäfte sind gemäß § 117 Abs. 1 BGB nichtig.
Wird durch ein Scheingeschäft ein anderes Rechtsgeschäft verdeckt, so finden die für das verdeckte Rechtsgeschäft geltenden Vorschriften Anwendung, § 117 Abs. 2 BGB. Das verdeckte Geschäft ist insoweit wirksam, als nicht andere Nichtigkeitsgründe vorliegen.
Handelt nur eine der Parteien mit Scheingeschäftswillen, liegt im Sinne des § 117 BGB kein Scheingeschäft vor, denn die Rechtslage erfordert für Scheingeschäfte stets übereinstimmende Willenserklärungen (Zusammenwirken der Parteien). Fehlt es einer Partei am Scheingeschäftswillen, liegt ein misslungenes Scheingeschäft vor. Grundsätzlich ist dieses nicht nach § 117 BGB nichtig, seine Unwirksamkeit resultiert aus § 118 BGB.

## Abgrenzungen
Kein Scheingeschäft ist das Strohmannsgeschäft. Hier wird ein Strohmann als Vertragspartei vorgeschoben. Im Unterschied zum Scheingeschäft ist die erklärte Rechtsfolge von den Beteiligten regelmäßig gewollt, weil dies der erstrebte wirtschaftliche Zweck erfordert. Der Strohmann ist nach der Rechtsprechung an das Geschäft gebunden.
Es liegt vor, wenn die Parteien einverständlich nur den äußeren Schein eines Rechtsgeschäft hervorrufen, dagegen die mit dem Geschäft verbundenen Rechtsfolgen nicht eintreten lassen wollen. Der Strohmann ist lediglich vorgeschobene Vertragspartei. Im Gegensatz zum Scheingeschäft ist die erklärte Rechtsfolge von den Beteiligten normalerweise ernsthaft gewollt, weil andernfalls der erstrebte wirtschaftliche Zweck nicht oder nicht in rechtsbeständiger Weise erreicht würde. Nach ständiger Rechtsprechung ist ein solches Geschäft für den Strohmann bindend. Das gilt zudem dann, wenn der Vertragspartner die Strohmanneigenschaft kannte, die rechtlichen Folgen des Rechtsgeschäfts aber gewollt sind. Ein Scheingeschäft liegt nicht vor, für den Strohmann ist das Rechtsgeschäft bindend. Soll der gesetzliche Verbraucherschutz umgangen werden, gilt etwas anderes. Der Unternehmer kann sich in diesen Fällen gemäß § 475 Abs. 1 BGB nicht auf die Umgehungsgeschäfte berufen.

### Scheinkauf
Als Scheinkauf oder „Commentitia emtio“ bezeichnet man ein vorgetäuschtes Kaufgeschäft, das beispielsweise von einem insolventen Schuldner vorgenommen wird, um den Gläubigern den Kaufgegenstand, der angeblich um einen fingierten Preis an einen anderen verkauft wird, zu entziehen. Der Scheinkauf zählt zu den Scheingeschäften. Ein Scheinkauf ist nichtig (§ 117 Abs. 1 BGB).